# Carlo Imperato
Anthony Richard (Carlo) Imperato (New York, 3 augustus 1963) is een Amerikaans acteur. Hij speelde de leerling Danny Amatullo in de televisieserie Fame. Imperato heeft ook in een aantal Broadway-musicals opgetreden.
- Bibliothèque nationale de France: cb14189040z (data)
- International Standard Name Identifier: 0000 0003 8184 7184
- Library of Congress Control Number: n2014030107
- MusicBrainz: 29ee45eb-a7fb-410f-916f-e09cb006963f
- Istituto Centrale per il Catalogo Unico: RAVV523469
- Virtual International Authority File: 262674675
- WorldCat: E39PBJhRHYqmGDb6Hjj8btJhpP